# اچ‌ام‌اس اینفلکسیبل (۱۸۷۶)
اچ‌ام‌اس اینفلکسیبل (۱۸۷۶) (به انگلیسی: HMS Inflexible (1876)) یک کشتی بود که طول آن ۳۲۰ فوت (۹۸ متر) بود. این کشتی در سال ۱۸۷۶ ساخته شد.